# Зуевка (Самарская область)
Зуевка — село в Нефтегорском районе Самарской области, административный центр одноименного сельского поселения.

## История
Основано село в 1826 году крестьянами, переселившимися из Воронежской области. В селе есть Михаило-Архангельский храм, библиотека, основанная в 1899 году, детский сад, средняя общеобразовательная школа,
больница, краеведческий музей.

## Население
| 2010 |
| ---- |
| 1252 |

## Экономика
Большая часть населения занята в сельском хозяйстве. На территории села находится сельскохозяйственный производственный кооператив «Красное знамя», при котором имеются комбикормовый завод, пекарня, мельница. Помимо СПК в селе есть 3 фермерских хозяйства, занимающихся растениеводством.

## Известные люди
- Агибалов, Михаил Павлович — Герой Советского Союза.